# Oligosoma pikitanga
Oligosoma pikitanga — вид сцинкоподібних ящірок родини сцинкових (Scincidae). Ендемік Нової Зеландії.

## Поширення і екологія
Ophiomorus pikitanga відомі з типової місцевості, розташованої в ущелині Сінбад в горах Ллауренні у Національному парку Фіордленд у південно-західній частині Південного острова. Вони живуть у альпійських високогір'ях, на висоті 1300 м над рівнем моря. Ведуть денний спосіб життя.

## Збереження
МСОП класифікує цей вид такий, що перебуває на межі зникнення. Oligosoma pikitanga загрожує хижацтво з боку інтродукованих тварин.